# Gäddtjärnen (Färila socken, Hälsingland, 686225-147507)
Gäddtjärnen är en sjö i Ljusdals kommun i Hälsingland och ingår i Ljusnans huvudavrinningsområde.